# Ferula teterrima
Ferula teterrima là một loài thực vật có hoa trong họ Hoa tán. Loài này được Kar. & Kir. mô tả khoa học đầu tiên năm 1842.